# بول فورنيل
بول فورنيل (بالفرنسية: Paul Fournel)‏ (20 مايو 1947 -) قالب:بالفرنسية، هو كاتب وشاعر فرنسي. عمل مُلحقا ثقافيا في القاهرة في الفترة من 200 حتى 2003.

## السيرة الذاتية
درس في مدرسة المعلمين العليا في سانت كلود بفرنسا (1968-1972)، وهو مؤلف رسالة دكتوراه بعنوان «العروسة المتحركة الكلاسيكية في ليون» (1808-1878) وهي دراسة تاريخية وموضوعية ونصية لنوع من الفن الشعبي. ويصبح بول فورنيل محرر في Hachette في موسوعة Universalis، ثم في دار نشر أونوريه شامبيون، وفي دار نشر رمسي (1982-1989)، ثم في دار نشر سيغيرس (1989-1992).
ومع ذلك لا يزال يكتب ويستكشف أشكال جديدة من الكتابة، لأنه وصي كلية الباتافيسيكس Collège de Pataphysique ورئيس Oulipo. ورئيس مجتمع الأدباء من عام 1992 إلى عام 1996.
شغل مناصب بالإدارة الثقافية كمديرالاليانس فرانسيز French Alliance في سان فرانسيسكو بالولايات المتحدة الأمريكية (1996-2000)، وملحق ثقافي بالسفارة الفرنسية في القاهرة (2000-2003) ومدير أدبي للمركز الإقليمي للآداب بجنوب فرنسا.

## أعماله
- Clefs pour la littérature potentielle : 1972
- L’Equilatère : 1972
- L’Histoire véritable de Guignol : 1975
- Les Petites Filles respirent le même air que nous : 1978 - الفتيات الصغيرة تتنفسن نفس الهواء الذي نتنفسه
- Les Grosses Rêveuses : 1981
- Les Aventures très douces de Timothée le rêveur : 1982
- Un rocker de trop : 1982
- Les Athlètes dans leur tête, 1988 (adaptée en pièce de théâtre pour le comédien André Dussolier en 2006) - Prix Goncourt de la nouvelle
- Un Homme regarde une femme : 1994 - رجل ينظر إلى امرأ
- Le Jour que je suis grand : 1995
- Guignol, les Mourguet : 1995
- Pac de Cro détective : 1997
- Toi qui connais du monde, poèmes : 1997
- Alphabet Gourmand, 1998, avec Harry Mathews et Boris Tissot
- Foraine : 1999
- Besoin de vélo, essai : 2001 - حاجة إلى دراجة
- Timothée dans l'arbre : 2003 - تيموتيه في الشجرة
- Poils de cairote : 2004
- Les Débuts de la colonie : 2005 - بدايات المستعمرة
- La Table de nain : 2005
- À la ville à la campagne : 2006
- Tables fournelliennes : 2006
- 2007 : Chamboula, Editions du Seuil
- 2007 : Les Animaux d'amour, Le Castor Astral
- Méli-Vélo : 2008
- 2009 : Courbatues, recueil de nouvelles
- 2012 : La Liseuse,roman - المقرأة

## وصلات خارجية
- Le site officiel de Paul Fournel
- page de Paul Fournel sur le site officiel de l'Oulipo